# ヴェニアミン・ジェコフスキー
| 953 パンルヴァ            | 1921年4月29日  |
| 976 ベンジャミーナ        | 1922年3月27日  |
| 977 フィリッパ            | 1922年4月6日   |
| 988 アペラ                | 1922年11月10日 |
| 1013 トンベカ             | 1924年1月17日  |
| 1017 ジャクリーヌ         | 1924年2月4日   |
| 1037 ダヴィッド・ヴェイラ | 1924年10月29日 |
| 1040 クルンプケア         | 1925年1月20日  |
| 1093 フレダ               | 1925年6月15日  |
| 1181 リリト               | 1927年2月11日  |
| 1328 デボタ               | 1925年10月21日 |
| 3881 ドゥメルガ           | 1925年11月15日 |

ヴェニアミン・パーヴロヴィチ・ジェコフスキー（ロシア語:Вениамин Павлович Жеховский；英語:Benjamin Jekhowsky、1881年 - 1953年）は、当時サンクトペテルブルク出身のフランスの天文学者である（フランス語読みすればバンジャマン・ジェコウスキー）。

## 人物
ジェコフスキーはモスクワ大学を卒業して、1912年からパリ天文台で働くようになった。その後、彼は当時フランスの植民地だったアルジェリアのアルジェ天文台で働き、12個の小惑星を発見した。彼は天体力学の専門家として知られていた。なお、小惑星(1606)のジェコフスキー (小惑星)は、彼に因んで命名された。

## 表記について
彼の名前については、現代のイギリスでの表記は主にZhekhovskii、またはZhekhovskyと表記される事が多い。しかし、小惑星と彗星に関する情報の提供や受け付けなどを行っている小惑星センターでは、ジェコフスキーは「B. Jekhovsky」と表記している。このような表記バリエーションは彼に限った話ではなく、キリル文字のラテン文字化に表記ぶれが大きいという一般的な問題に起因している。